# Janez Lampič
Janez Lampič (27 settembre 1996) è un fondista sloveno.

## Biografia
Attivo in gare FIS dal febbraio del 2012, Lampič ha esordito in Coppa del Mondo il 16 gennaio 2016 a Planica (40º), ai Campionati mondiali a Lahti 2017, dove si è classificato 37º nella sprint e 13º nella sprint a squadre, a ai Giochi olimpici invernali a Pyeongchang 2018, piazzandosi 46º nella sprint e 21º nella sprint a squadre; nella stagione successiva ai Mondiali di Seefeld in Tirol è stato 32º nella sprint e 9º nella sprint a squadre, mentre a quelli di Oberstdorf 2021 si è classificato 55º nella sprint e 19º nella sprint a squadre. L'anno dopo ai XXIV Giochi olimpici invernali di Pechino 2022 si è piazzato 74º nella sprint e 14º nella staffetta.

## Palmarès

### Coppa del Mondo
- Miglior piazzamento in classifica generale: 101º nel 2021